# Kaiser Darrin

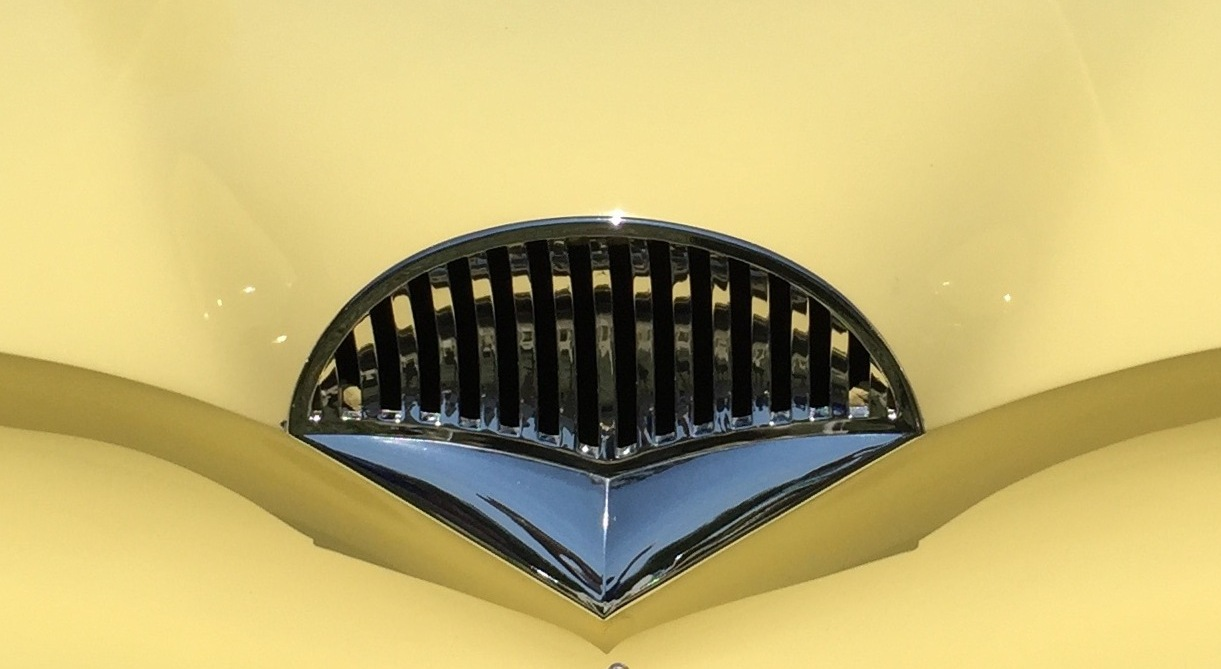
Kaiser Darrin 1954, Kühlergrill

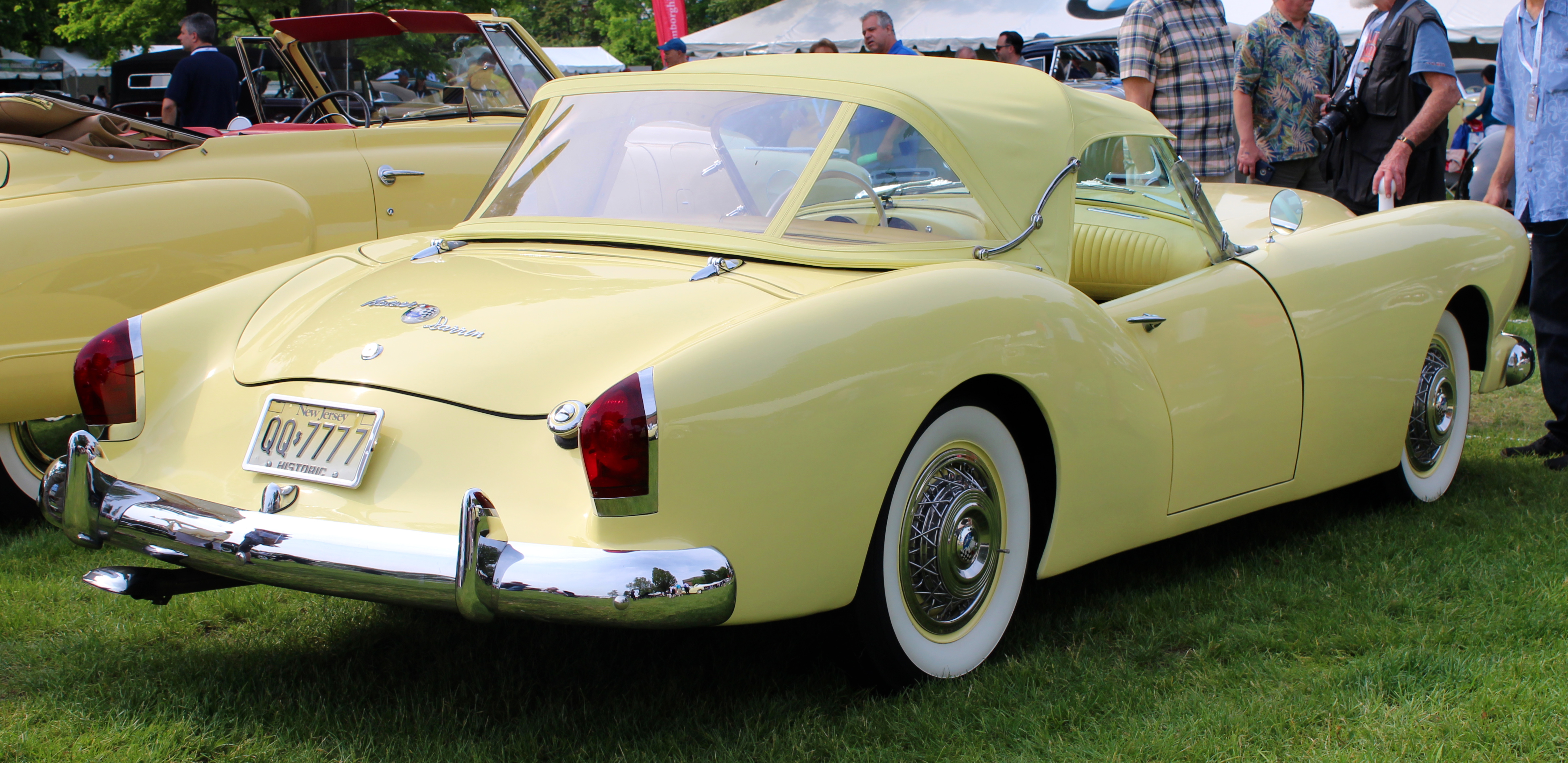
Heckseitenansicht

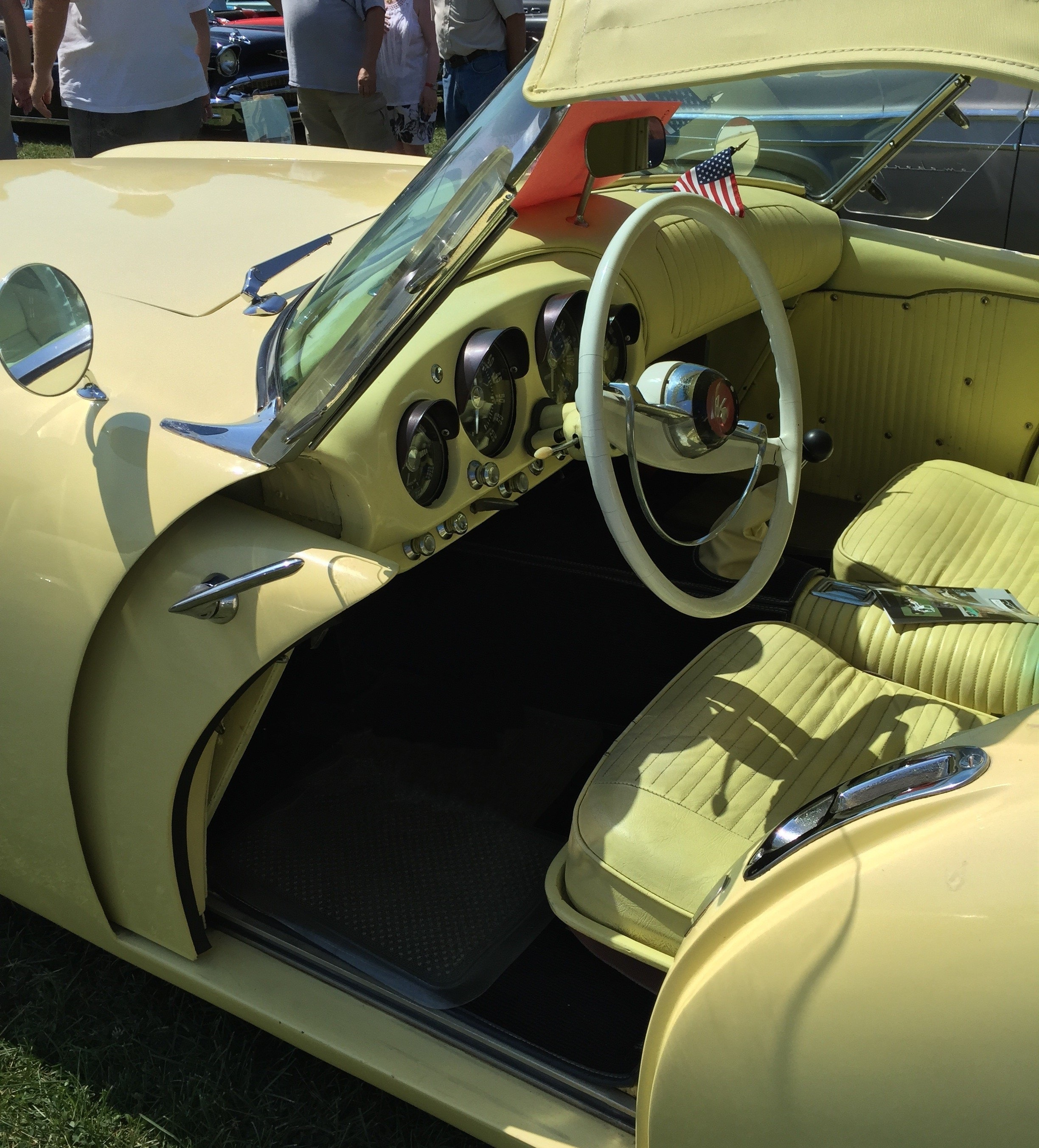
Türmechanismus und Innenraum

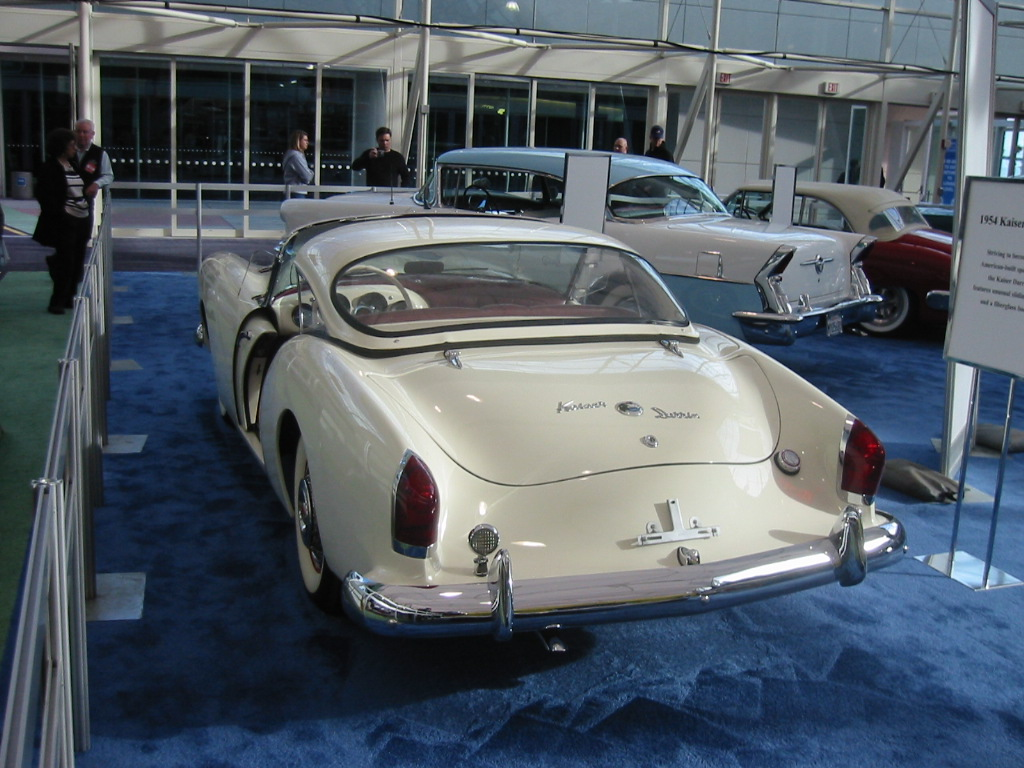
Kaiser Darrin (1954) mit Hardtop

Der Kaiser Darrin war ein US-amerikanischer Sportwagen, den die Kaiser-Frazer Corporation in Willow Run, Michigan, im November 1953 als „Modell 1954“ herausbrachte. Konstruiert hatte das Fahrzeug Howard „Dutch“ Darrin von Darrin Automotive Design. Vorgestellt wurde der Kaiser Darrin bereits am 22. Februar 1953.

## Kaiser Darrin
Das zweitürige, zweisitzige Cabriolet in Pontonform hatte als eines der ersten Autos eine Karosserie aus glasfaserverstärktem Kunststoff. Er wurde in den vier Farben yellow satin, cream, red und light green angeboten. Die Rohkarosserie lieferte Glasspar. Der Rahmen kam vom Henry J. Die Türen waren als Schiebetüren ausgebildet und ließen sich zum Öffnen nach vorn in die vorderen Kotflügel einfahren. Der relativ kleine Kühlergrill hatte die Form eines Tortenstücks und war mit der Spitze nach unten angebracht. Das Blechdach wie auch das Stoffverdeck ließ sich in drei Stellungen arretieren. 
Der Wagen hatte einen vorn längs eingebauten Sechszylinder-Reihenmotor mit Wechselsteuerung, 2639 cm³ Hubraum und 90 SAE-PS (ca. 66 kW) Leistung bei 4200/min, den das Tochterunternehmen von Kaiser-Frazer, Willys-Overland, zulieferte. Gegen Aufpreis war eine kompressoraufgeladene Version mit 125 SAE-PS verfügbar. Über ein handgeschaltetes Dreiganggetriebe wurde die Motorkraft an die Hinterräder weitergeleitet. Der Verkaufspreis begann bei 3668 USD.
Obgleich der Kaiser eher erschienen war, setzte sich auf dem Markt die über 50 Prozent stärker motorisierte Corvette durch. Bereits Mitte 1954 wurde die Fertigung eingestellt. Vom Typ 161 wurden nur 435 Stück hergestellt. Davon waren im April 1985 noch 349 existierende Fahrzeuge bekannt.

## Nachfolger: Darrin
Nach Einstellung des nur kurze Zeit angebotenen Kaiser Darrin stellte Howard Darrin dieses Fahrzeug in veränderter Form in Eigenregie her.

### Modelljahr 1955
Anstatt eines Cabriolets war der neue Darrin ein 2-sitziges Coupé. Die bemerkenswerte Türmechanik – eine Erfindung von Howard Darrin aus dem Jahr 1922 – wurde beibehalten. Anstatt des etwas kraftlosen Willys-Motors wurde nun der V8 des Cadillac Eldorado eingesetzt. Die obengesteuerte Maschine hatte einen Hubraum von 5426 cm³ und entwickelte 270 PS (198,5 kW) bei 4600/min.

### Modelljahr 1956
Im Folgejahr erhielt der ansonsten unveränderte Darrin den 1956er Eldorado-V8-Motor mit 5981 cm³ Hubraum und 305 PS (224 kW) bei 4700/min.

### Modelljahr 1957
Auch in diesem Jahr kam nur ein neuer Motor, wieder vom Cadillac Eldorado. Er hatte weiterhin 5981 cm³ Hubraum, entwickelte aber 325 PS (239 kW) bei 4800/min.

### Modelljahr 1958
Im letzten Produktionsjahr wurde nochmals ein stärkerer Eldorado-Motor eingesetzt. Bei unverändertem Hubraum leistete er nun 335 PS (246 kW) bei 4800/min.
Nach vier Jahren waren die 50 Karosserien, die Darrin von Kaiser-Willys gekauft hatte, verkauft. Damit war die Produktion beendet.
2005 erschien der Kaiser Darrin 1954 in „light green“ auf einer US-amerikanischen Briefmarke. 2010 erreichte ein Wagen bei einer Versteigerung 220.000 US-Dollar.

### 3D-Aufnahmen

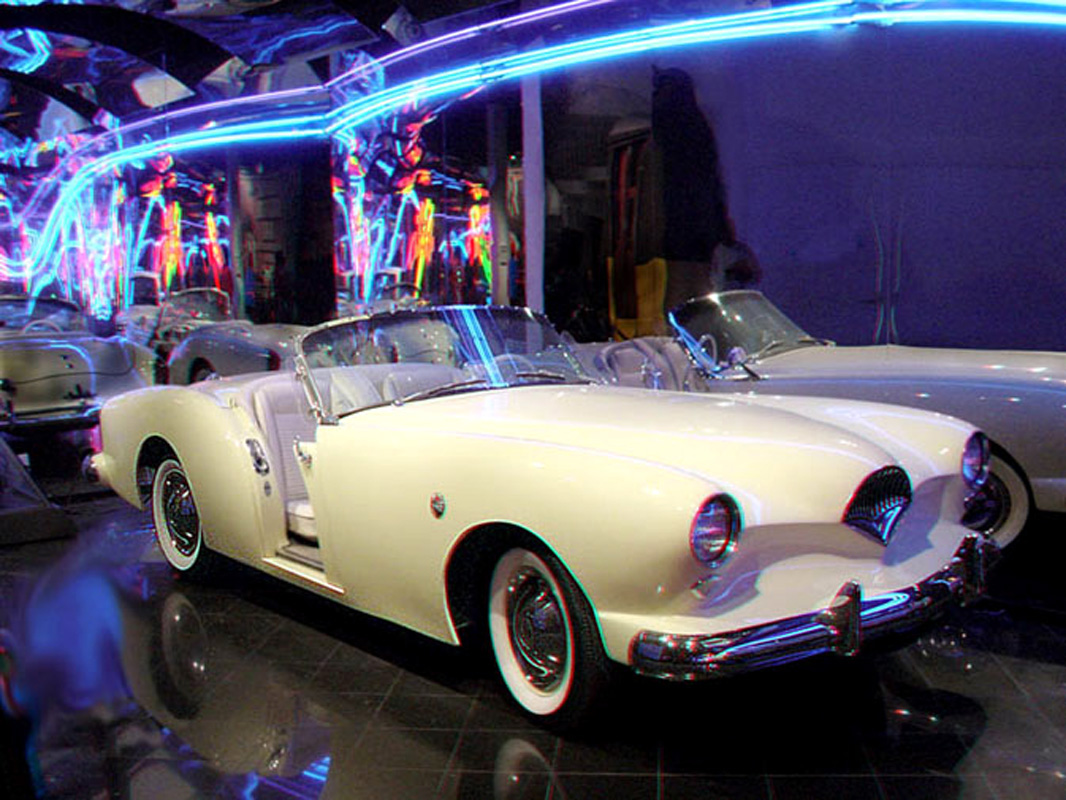
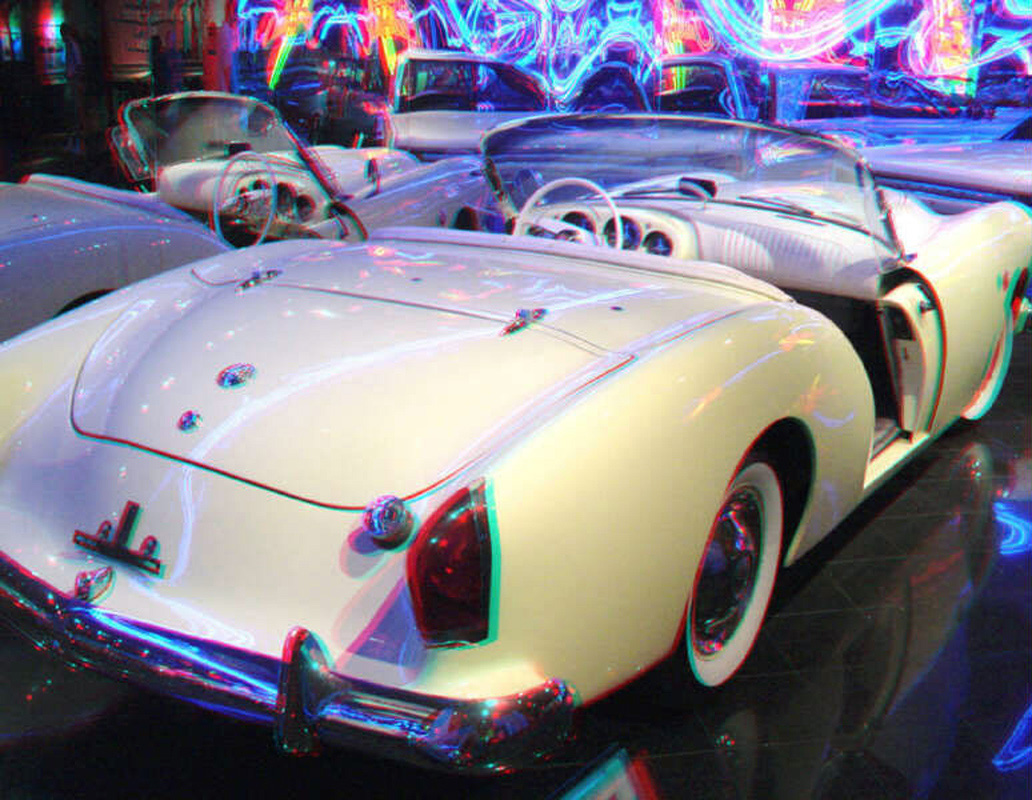

- 1954 Kaiser-Darrin , detaillierte bebilderte Fahrzeugdarstellung (englisch)
- Kaiser-Darrin - Ehre, wem Ehre gebührt (gut bebilderte, leider nicht ganz neutrale Darstellung) bei radical-mag.com, 2018